# ¿Qué pasaría si... la Capitana Carter hubiera sido la primera Vengadora?
«What If... Captain Carter Were the First Avenger?» (en español, «¿Qué pasaría si... la Capitana Carter hubiera sido la primera Vengadora?») es el primer episodio de la serie de televisión animada What If...?, basada en la serie de Marvel Comics del mismo nombre. Explora lo que sucedería si los eventos de Capitán América: el primer vengador (2011) ocurrieran de manera diferente, con Peggy Carter tomando el suero de súper soldado en lugar de Steve Rogers y convirtiéndose en la superheroína "Capitana Carter". Fue escrito por la creadora de la serie A.C. Bradley y dirigido por Bryan Andrews.
Jeffrey Wright narra la serie como el Vigilante, con este episodio también protagonizado por las voces de Hayley Atwell (Carter), Sebastian Stan, Dominic Cooper, Stanley Tucci, Toby Jones, Bradley Whitford, Ross Marquand y Darrell Hammond. La serie comenzó a desarrollarse en septiembre de 2018, y Andrews y Bradley se unieron poco después, y muchos actores esperaban repetir sus papeles de las películas. El episodio muestra a Carter lidiando con el sexismo mientras se convierte en una superheroína. La animación estuvo a cargo de Blue Spirit, con Stephan Franck como jefe de animación; se inspiraron en las películas en serie de los años 40 y en las películas de guerra antiguas.
«What If... Captain Carter Were the First Avenger?» se estrenó en Disney+ el 11 de agosto de 2021. Los críticos elogiaron la actuación de Atwell y las secuencias de acción, pero se mezclaron en las actuaciones de otros actores de cine que regresan, los elementos del estilo de animación y si la historia era una buena introducción a la serie o demasiado similar a El primer vengador.

## Trama
Durante la Segunda Guerra Mundial, Steve Rogers es elegido para convertirse en el primer súper soldado del mundo al recibir el suero de súper soldado desarrollado por el Dr.Abraham Erskine. Cuando Erskine pregunta si la agente de la Reserva Científica Estratégica (SSR); Peggy Carter quiere ver el procedimiento desde una distancia segura, elige quedarse en la habitación.
Mientras el inventor Howard Stark se prepara para someter a Rogers al procedimiento, Heinz Kruger, un espía de la división científica de los nazis; Hydra, ataca el laboratorio e intenta robar el suero. Mata al líder de la SSR, Chester Phillips, y dispara a Rogers antes de que Carter mate a Kruger. Con un tiempo limitado para completar el procedimiento, Carter se ofrece a tomar el suero. Ha sido mejorada con éxito, pero el nuevo líder de SSR, John Flynn, se niega a permitirle unirse a la guerra porque es una mujer.
En Noruega, el líder de Hydra, Johann Schmidt / Cráneo Rojo, obtiene el Tesseract, un poderoso artefacto que puede manipular el espacio, con el que planea ganar la guerra. Flynn se niega a enviar a nadie para detener a Schmidt, pero Stark secretamente le da a Carter un disfraz y un escudo hecho de vibranio, que usa para atacar un convoy de Hydra y recuperar con éxito tanto al Tesseract como al científico de Hydra, Arnim Zola. Después de este éxito, Flynn promueve a Carter a un papel de combate y ella se convierte en "Capitana Carter".
Carter y Rogers rescatan al amigo de Rogers, Bucky Barnes, cuando es capturado por las fuerzas de Hydra, con Rogers pilotando un traje "Hydra Stomper" armado y blindado que Stark construyó con el Tesseract. Carter y Rogers continúan luchando en numerosas batallas con Barnes y los Comandos Aulladores hasta que Rogers desaparece, presuntamente muerto, durante un ataque a un tren Hydra.
Carter y sus aliados se infiltran en el castillo de Schmidt después de que ella obtiene su ubicación de Zola y encuentran a Rogers con vida. Schmidt usa el Tesseract para abrir un portal y convocar a una criatura interdimensional, que rápidamente lo mata. Carter y Rogers luchan contra la criatura hasta que Hydra Stomper se queda sin energía. Cuando Stark cierra el portal, Carter se sacrifica entrando en él mientras empuja a la criatura hacia adentro.
Casi 70 años después, el Tesseract abre otro portal del que Carter emerge y se encuentra con Nick Fury y Clint Barton.

## Producción

### Desarrollo
En septiembre de 2018, Marvel Studios estaba desarrollando una serie de antología animada basada en ¿Qué pasaría si...? cómics, que explorarían cómo las películas del Universo cinematográfico de Marvel (UCM) se alterarían si ciertos eventos ocurrieran de manera diferente. La escritora principal A.C. Bradley se unió al proyecto en octubre de 2018, y el director Bryan Andrews se reunió con el ejecutivo de Marvel Studios, Brad Winderbaum, sobre el proyecto ya en 2018; la participación de Bradley y Andrews se anunció en agosto de 2019. Son productores ejecutivos junto a Winderbaum, Kevin Feige, Louis D'Esposito y Victoria Alonso.: 2  Bradley escribió el primer episodio, titulado «What If... Captain Carter Were the First Avenger?», Que incluye una historia alternativa de la película Capitán América: el primer vengador (2011).

### Escritura
En la historia alternativa del episodio, Peggy Carter toma el suero de súper soldado en lugar de Steve Rogers. Carter se convierte en la heroína conocida como Capitana Carter, con Rogers vistiendo una armadura diseñada por Howard Stark. La Capitana Carter está inspirado en el personaje de Peggy Carter / Capitán América que apareció por primera vez en el videojuego Marvel Puzzle Quest y en la serie de cómics Exiles (vol. 3), así como en el personaje de Marvel Comics; Capitán Britania. Durante el desarrollo de la serie, Bradley y los escritores se dieron cuenta de que la Capitana Carter se destacaba de los otros personajes de la serie y decidieron continuar su historia después de este episodio volviéndola a visitar en al menos un episodio de cada temporada futura.
Bradley decidió comenzar la serie con un episodio que se mantuvo cercano a la trama de la película que estaba alterando para permitir que la audiencia se sintiera cómoda con la premisa antes de "lanzarlos al fondo". Originalmente planeó un episodio basado en el Capitán América en el que Steve Rogers se cayó del tren Hydra y se convirtió en un asesino con lavado de cerebro (en lugar de que eso le sucediera a Bucky Barnes como se ve en las películas). Rogers se habría convertido en el "Capitán Hydra" y asumió el liderazgo de Hydra, con el exlíder Cráneo Rojo uniendo fuerzas con Carter, Barnes y Stark para detener a Rogers. Además, Andrews presentó una idea para la serie en la que las versiones originales del Capitán América y Peggy Carter lucharon junto al personaje de Pacific Comics, el Rocketeer (que apareció en la película de 1991 del mismo nombre dirigida por el director de Capitán América: el primer vengador, Joe Johnston). A Feige y Winderbaum les gustaron esos lanzamientos, pero se habían decidido por la historia similar de la Capitana Carter como uno de los primeros conceptos de la serie. A pesar de que Carter apareció en varias películas, el cortometraje de Marvel One-Shot; Agent Carter y la serie de televisión Agent Carter, Marvel sintió que podían hacer más con el personaje.
Bradley tuvo la tarea de encontrar un solo punto en El primer vengador que podría cambiarse para que Carter tomara el suero en lugar de Rogers, y se decidió por el momento en que Abraham Erskine le pide a Carter que espere en la cabina de observación mientras Rogers se somete al procedimiento. En el episodio, Carter decide quedarse en la habitación. Bradley explicó que esto hizo que el episodio fuera menos sobre Carter tomando el suero y más sobre "una mujer que se queda en la habitación. ¿Qué sucede cuando una mujer se queda en la habitación? Bueno, el mundo cambia. ¿Qué sucede cuando Peggy Carter demuestra su valía?" Ella sintió que esta idea era significativa para el escenario del episodio en la década de 1940, y también relevante para la actualidad, retratando a Carter como un personaje fuerte y feminista que tiene que luchar por el derecho a ser un superhéroe a pesar de tomar el suero. Bradley era fan de Carter antes de trabajar en la serie, incluidas sus apariciones en One-Shot y series de televisión, y eligió incluir al personaje de One-Shot; John Flynn en el episodio. Flynn asume el papel de Chester Phillips que Tommy Lee Jones dio vida en El primer vengador, y actúa como antagonista debido a su naturaleza sexista que contrasta con el respeto que Phillips mostró a Carter en la película.
Winderbaum consideró que la toma de Bradley era emocional y centrada en el personaje.: 1  Andrews describió el episodio como "una buena acción vieja con un mensaje [relevante para los tiempos modernos] detrás; feminismo, golpeando a los nazis en la cara". La estrella Hayley Atwell estaba emocionada por la forma en que esta versión del personaje progresaba en el papel, sintiendo que "pone fin a la narrativa ahora cansada que está infrautilizada junto a sus homólogos masculinos...Ella conoce su valor, siempre lo ha hecho, y aquí está; llega a vivirlo". A Carter le resulta fácil usar sus nuevas habilidades y se divierte mucho más haciéndolo que Rogers en El primer vengador. Alonso alentó a Bradley y Andrews a "dejar que [Carter] se divierta pateando traseros" y no solo ser serios todo el tiempo, mostrando lo que Atwell llamó "descaro, estilo y talento". La mayor parte del episodio es paralelo a El primer vengador, incluido el final donde Carter desaparece durante casi 70 años, tal como lo hizo Rogers en la película. Una cosa que no cambia es la historia de amor entre Carter y Rogers, que Winderbaum describió como "su propio tipo de nexo. No importa cómo le des la vuelta a la realidad, ese amor es verdadero". Rogers se convierte en el héroe "Hydra Stomper" en el episodio como una forma de presentar más su relación. Originalmente se llamaba "Hydra Smasher", y había una broma en el guion que comparaba los dos nombres, pero después de escuchar la broma, Feige sintió que "Hydra Stomper" era mejor.

### Casting

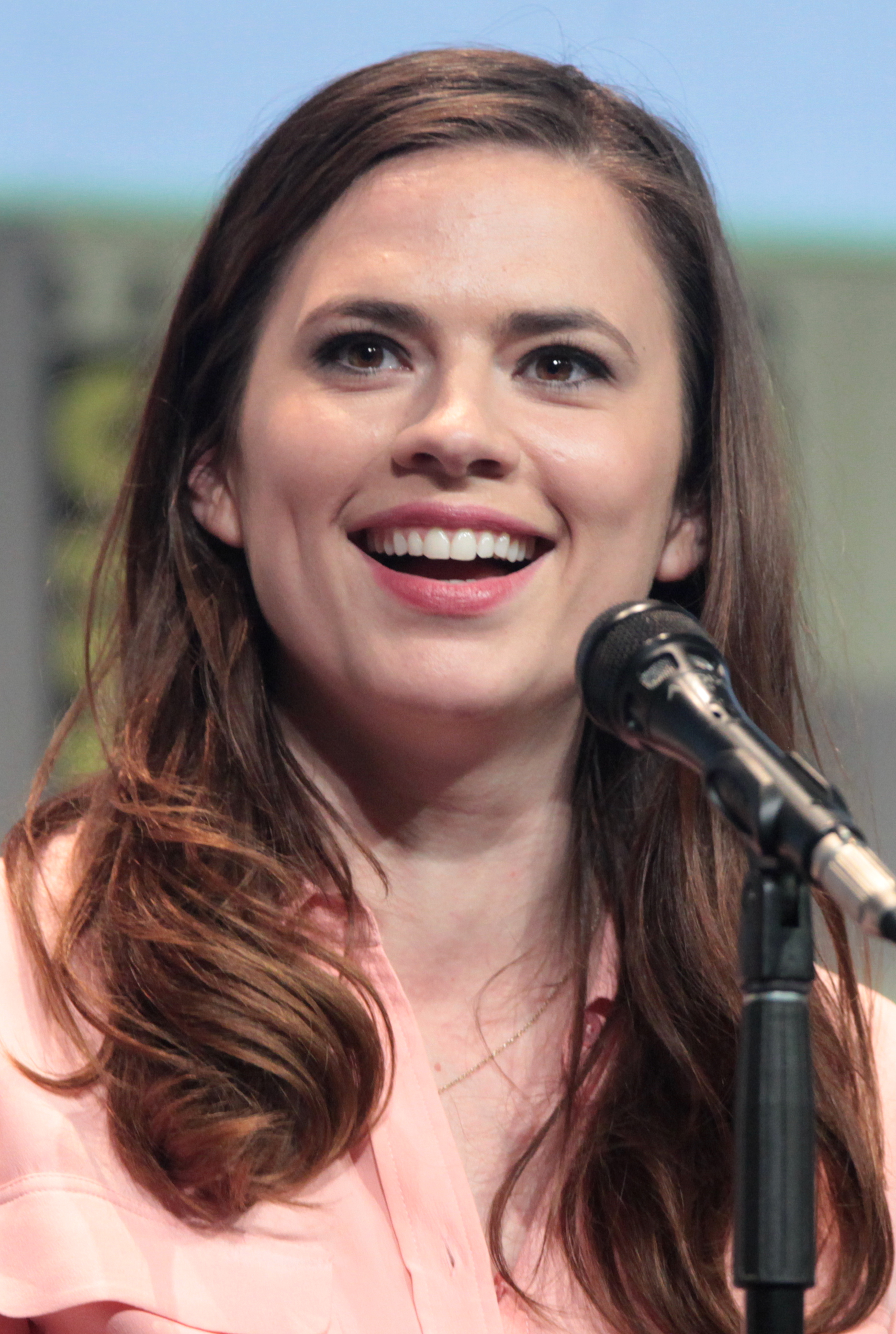
Hayley Atwell interpreta a la Capitana Carter en el episodio, repitiendo su papel de Peggy Carter de los medios anteriores del UCM.

Jeffrey Wright narra el episodio como el Vigilante, con Marvel planeando tener otros personajes en la serie expresados por los actores que los interpretaron en las películas de UCM. Este episodio está protagonizado por las voces de los actores del Capitán América: el primer vengador, Hayley Atwell como Peggy Carter / Capitana Carter, Samuel L. Jackson como Nick Fury, Stanley Tucci como Abraham Erskine, Dominic Cooper como Howard Stark, Neal McDonough como Dum Dum Dugan, Sebastian Stan como Bucky Barnes y Toby Jones como Arnim Zola. Stan se sorprendió al recibir líneas divertidas en el episodio dada la falta de comedia de Barnes en las películas del UCM. Jeremy Renner repite su papel cinematográfico del UCM de Clint Barton / Hawkeye mientras Bradley Whitford regresa como el coronel John Flynn del cortometraje de Marvel One-Shot, Agent Carter, aportando una "tontería" al papel según A.C. Bradley. Los personajes de El primer vengador, Chester Phillips, Heinz Kruger y miembros de los Comandos Aulladores aparecen en papeles que no hablan en el episodio.
Chris Evans no repite su papel de Steve Rogers de la serie de películas, con Josh Keaton expresando al personaje en el episodio. Keaton fue elegido entre cuatro o cinco opciones enviadas al equipo por el director de reparto Josh Stamey, y Bradley sintió que Keaton era un destacado. Andrews atribuyó la modificación al programa de Evans e inicialmente sintió que sería imposible que un actor diferente asumiera el papel. Elogió la intención emocional de Keaton al expresar a Rogers, señalando que no querían que hiciera una impresión directa de Evans. Hugo Weaving tampoco repite su papel de El primer vengador como Johann Schmidt / Cráneo Rojo, con Ross Marquand expresando al personaje como lo hizo en Avengers: Infinity War (2018) y Avengers: Endgame (2019). Además, Darrell Hammond e Isaac Robinson-Smith interpretan a un general nazi y Brick, respectivamente.

### Animación
La animación del episodio fue proporcionada por Blue Spirit,: 30:30 : 4  con Stephan Franck como jefe de animación. Andrews desarrolló el estilo de animación en cel-shaded de la serie con Ryan Meinerding, el jefe de desarrollo visual de Marvel Studios, y se inspiró específicamente para el episodio en películas en serie de la década de 1940 y películas de guerra antiguas. Aunque la serie tiene un estilo artístico consistente, elementos como la paleta de colores difieren entre episodios; Meinerding declaró que este episodio tiene "colores cálidos y dorados".: 4  El arte conceptual del episodio se incluye durante los créditos finales y Marvel lo lanzó en línea después del estreno del episodio.
Andrews trabajó como artista de guiones gráficos en varias películas del UCM y adaptó algunas de sus poses y movimientos del Capitán América sin usar para las secuencias de acción de la Capitana Carter. Al discutir los aspectos más desafiantes de la animación de la serie, Franck dijo que la "alta acción" estaba en un extremo de ese espectro y dio como ejemplo las secuencias de acción de Carter en el episodio, especialmente la secuencia en la que ataca varios aviones. Esto se debió a que los movimientos en el estilo de animación de la serie eran únicos y el equipo de animación tuvo que aprenderlos mientras realizaban el episodio. Bradley o Andrews sugirieron que el episodio terminara con un monstruo tentáculo interdimensional, con criaturas similares apareciendo en las series de la década de 1940. Bradley basó su descripción en el guion en el Abilisk, un monstruo tentáculo interdimensional de Guardianes de la Galaxia vol. 2 (2017), pero luego deja que el equipo de animación "se vuelva un poco loco" con el diseño final. Andrews se inspiró en los Mitos de Cthulhu para la criatura, sintiendo "cuantos más tentáculos, mejor". Algunos comentaristas creían que la criatura era el personaje de Marvel Comics, Shuma-Gorath, pero Meinerding dijo que no estaban adaptando ningún personaje de cómic específico para el diseño.

### Música
La compositora Laura Karpman combinó elementos de las partituras del UCM existentes con la música original de la serie, haciendo referencia específicamente a elementos de la partitura de Capitán América: el primer vengador de Alan Silvestri para este episodio. Para representar a la Capitana Carter, Karpman "volteó [la música] en su cabeza" invirtiendo el tema principal del Capitán América de Silvestri para tener notas descendentes cada vez que subía la suya. Karpman quería que la partitura del episodio sonara como si hubiera sido escrita para una película de guerra de la década de 1940 en lugar de una historia moderna sobre la década de 1940. Una banda sonora para el episodio fue lanzada digitalmente por Marvel Music y Hollywood Records el 13 de agosto de 2021, con la partitura de Karpman.
| What If... Captain Carter Were the First Avenger? (Original Soundtrack) |                          |          |  |
| N.º                                                                     | Título                   | Duración |  |
| 1.                                                                      | «Main Title»             | 1:07     |  |
| 2.                                                                      | «My Favorite Story...??» | 1:39     |  |
| 3.                                                                      | «A Lighter»              | 1:25     |  |
| 4.                                                                      | «A New Hero»             | 0:56     |  |
| 5.                                                                      | «Glorified Battery»      | 1:35     |  |
| 6.                                                                      | «Attack of the Peggy»    | 2:02     |  |
| 7.                                                                      | «What to Do»             | 0:45     |  |
| 8.                                                                      | «You Owe Me a Dance»     | 1:39     |  |
| 9.                                                                      | «Rescue»                 | 1:04     |  |
| 10.                                                                     | «Demands to a God»       | 1:22     |  |
| 11.                                                                     | «You Are My Hero»        | 0:47     |  |
| 12.                                                                     | «Tragic Fall»            | 2:29     |  |
| 13.                                                                     | «Captain's Speech»       | 0:39     |  |
| 14.                                                                     | «Assault to the Castle»  | 2:06     |  |
| 15.                                                                     | «Growing Tentacles»      | 1:08     |  |
| 16.                                                                     | «All Day»                | 1:44     |  |
| 17.                                                                     | «She’s Gone»             | 0:37     |  |
| 18.                                                                     | «We Won the War»         | 0:38     |  |
| 23:48                                                                   |                          |          |  |

## Mercadotecnia
El 3 de agosto de 2021, Marvel anunció una serie de carteles creados por varios artistas para corresponder con los episodios de la serie, y el 3 de agosto también se reveló el primer cartel con la Capitana Carter, diseñado por Freya Betts. Un cartel promocional adicional con la Capitana Carter y una cita del episodio fue revelado el 12 de agosto, con arte de Matt Needle. Después del lanzamiento del episodio, Marvel anunció productos inspirados en el episodio como parte de su promoción semanal "Marvel Must Haves" para cada episodio de la serie, que incluye ropa, accesorios, Funko Pops, Marvel Legends y juegos de Lego basados en la Capitana Carter, el Hydra Stomper y el Vigilante.

## Lanzamiento
«What If... Captain Carter Were the First Avenger?» fue lanzado en Disney+ el 11 de agosto de 2021.

## Recepción
El sitio web del agregador de reseñas Rotten Tomatoes informó un índice de aprobación del 100% con un puntaje promedio de 7/10 basado en 6 reseñas.
Sam Barsanti de The A.V. Club calificó el episodio como "B+" y dijo que cumplía con todos sus criterios para una buena historia de "qué pasaría si", elogió cómo el episodio pudo profundizar la relación existente entre Carter y Rogers, y encontró que las escenas de acción tenían "más imágenes estilo que casi cualquier cosa en cualquiera de las aventuras de acción en vivo del UCM ". Cuestionó si Bradley había "hecho trampa" al ajustar elementos adicionales de la película después del momento inicial de "qué pasaría si". Escribiendo para 'GamesRadar+, Bradley Russell elogió la nueva versión del episodio del UCM y lo describió como un "éxito infalible". Dijo que el estilo de animación era un "gusto adquirido" y comparó algunos de los personajes de fondo con gráficos de videojuegos antiguos, pero sintió que los personajes principales se veían "hermosos" y dijo que "la animación real es maravillosamente cinética y a menudo va más allá de lo que podría haberse logrado en acción en vivo". Tom Jorgensen de IGN le dio al episodio un 6 sobre 10, disfrutando del tiempo de ejecución corto y encontrando que el episodio es una buena manera de "facilitar a los espectadores el acceso" a la serie, ya que no hace cambios importantes en la historia de la película. Destacó las secuencias de acción, pero sintió que el estilo de animación no funcionaba tan bien para las escenas de diálogo.
Kirsten Howard de Den of Geek sintió que el episodio fue divertido, pero el "kilometraje puede variar" de la audiencia dependiendo de su aprecio existente por Carter. Dijo que fue un "placer" ver las peleas de Carter en el episodio, con la animación en las secuencias de acción logrando lo que la acción en vivo no pudo, pero el estilo de animación en general no era el favorito de Howard y deseaba que la serie hubiera usado estilos diferentes para diferentes episodios como Love, Death & Robots. También sintió que la historia del episodio era redundante para aquellos que habían visto las películas. Angie Han de The Hollywood Reporter, sintió que el episodio era una "idea encantadora [que] se convirtió en una tibia repetición del Capitán América: el primer vengador, espolvoreado con vagos temas de empoderamiento femenino". Charles Pulliam-Moore de io9 describió el episodio como "caer en los ritmos familiares de una historia sobre un personaje femenino fuerte™ que se levanta para acabar con el sexismo y al mismo tiempo salvar el día", y sintió que el grado de sexismo de Flynn en el episodio era cómico. Pensaba que la historia del episodio permitía resaltar los mejores elementos de la personalidad de Carter, pero concluyó que le gustaría que la serie fuera más audaz en episodios futuros en lugar de simplemente volver a contar una película con ligeras diferencias. Al escribir para Rolling Stone, Alan Sepinwall dijo que el episodio fue "una anomalía" en comparación con otros episodios de la serie porque el cambio de que Carter tomara el suero no alteró gran parte de la historia general de la película, pero sintió que esto funcionó porque Carter es un personaje atractivo y los animadores fueron capaces de "ir a la ciudad" con las secuencias de acción.
Russell dijo que Wright trajo seriedad a la narración del episodio, pero tenía pensamientos encontrados sobre los actores del UCM que regresaron; sintió que algunos fueron capaces de elevar el "guión ya cautivador", como Atwell, pero otros dieron interpretaciones cansadas de una sola nota. Barsanti también elogió a Atwell, y también destacó a Whitford, pero sintió que el resto del elenco estaba "en su mayoría bien", mientras que Pulliam-Moore sintió que la actuación de Atwell sonaba más cómoda en comparación con actores secundarios como Stan. Jorgensen calificó la actuación de Atwell de "entusiasta", elogió la de Wright como "deliciosamente serlingesca" y creía que la interpretación de Keaton de Rogers era "totalmente coherente" con la versión de Evans de las películas.